# Châtelus (Isère)
Châtelus é uma comuna francesa na região administrativa de Auvérnia-Ródano-Alpes, no departamento de Isère. Estende-se por uma área de 12,3 km². Em 2010 a comuna tinha 93 habitantes (densidade: 7,6 hab./km²).